# The Human Centipede (First Sequence)
The Human Centipede (First Sequence) er en nederlandsk gyserfilm fra 2009. Filmen er instrueret af Tom Six og havde premiere ved London FrightFest Film Festival den 30. august 2009.

## Medvirkende
| Skuespiller        | Rolle              |
| ------------------ | ------------------ |
| Dieter Laser       | Dr. Josef Heiter   |
| Ashley C. Williams | Lindsay            |
| Ashlynn Yennie     | Jenny              |
| Akihiro Kitamura   | Katsuro            |
| Andreas Leupold    | Detektiv Kranz     |
| Peter Blankenstein | Detektiv Voller    |
| Rene de Wit        | Lastbilschaufføren |